# ジョセファ・ロガヴァトゥ
ジョセファ・ロガヴァトゥ（Josefa Logavatu、1995年6月14日 - ）は、ニュージーランドのラグビー選手。

## プロフィール
- ニュージーランド出身[1]。
- ポジションはフランカー(FL)。
- 身長 194cm、体重 105kg

## 略歴
2016年、ハミルトンボーイズ高校卒業後、帝京大学に入る。
2020年、帝京大学卒業後、リコーブラックラムズ(現・リコーブラックラムズ東京)に加入。
2022年、リコーブラックラムズ東京を退団した。